# 華同汽車
華同汽車股份有限公司是1980年代由中華民國政府與美國通用汽車共同出資成立的卡車生產製造商，直到後者撤資才宣告解散。解散之後，其廠房與設備由國瑞汽車接收。

## 成立背景與歷史
華同汽車原名「華通汽車」，意為臺灣與美國通用汽車合資之公司。該汽車廠之歷史可追溯至日據時期的「臺灣鐵工所」，幾經變革改組後成為其前身「臺灣機械公司」。當時由於國內生產的柴油引擎性能不佳，關鍵技術都掌握在日本手上。而蔣經國總統曾於國防會議指示應以自製發動機為目標，於是為了供應軍需，1977年（民國66年）5月財政部、經濟部、國防部聯合成立「重型車輛與柴油引擎發展小組」，打算引進其他外商的技術，提高引擎與貨卡車之自製能力。另一方面正值中山高速公路完工通車未久，國內對於卡車、貨車及客運巴士的需求遽增，每年自日本進口約一萬輛新車。
1979年（民國68年）8月公布「促進汽車工業發展方案」，11月23日時任經建會主委的俞國華在會議中拍板定案，決定「大汽車廠案」與美商洽談的順序為克萊斯勒、福特汽車、通用汽車。結果克萊斯勒當時陷入財務危機、福特要求的條件較高，至於通用汽車則因軍車引擎多半出自該公司，汰舊換新比較容易，因此最後選擇通用為合作對象。不過通用汽車在商言商，開出要求政府承諾保護市場以保證其投資獲利，以及可以連本帶利撤資等離譜的條件。於是1981年（民國70年）6月24日華同汽車宣告成立，初期實收資本新台幣9億元中，通用佔45%、臺灣機械公司34.9%、中央投資公司14.8%、交通銀行5%，另外中國鋼鐵、裕台、齊魯各佔0.1%。初期先借用臺灣機械公司的軍車廠裝配製造，並且在中壢建造引擎工廠，終於在1982年2月1日第一輛卡車裝配完成並正式出廠。華同預計的產能為一萬輛，產品範圍從8.8噸、15噸、20噸至35噸，所預計生產的引擎可供卡車、巴士、載重車、裝甲車、輕戰車及中戰車使用。
按照經濟部委託國立臺灣大學薛琦教授所做的調查報告，華同的車價比日本車貴65%、較歐洲車貴25%左右，受到當時匯率大幅度變動的影響，華同的產品一開始在市場上即居於劣勢。此外，耳聞即將暫停日本車進口之風聲的日本車代理商早已提前申請到大約二萬輛的進口簽證，加上受到經濟不景氣的影響，1982年（民國71年）對客、貨車的需求量銳減，造成華同一生產即滯銷的困窘局面，僅售出155輛而已。由於市場前景黯淡，身為股東之一的交通銀行不願貿然提供低利貸款，同年6月初中壢本廠的建設費用無以為繼而被迫停工；7月28日通用汽車決定撤資，並索回1,200萬美元的投資本息。1982年8月4日經建會開會決議華同汽車繼續維持營運，並另覓合資對象。生產直至1983年6月才正式停工，成品大多由國防部、經濟部等單位認購，尚餘近百輛未找到買主。
1982年下半年和泰汽車積極協助日本日野汽車重新編製重車廠投資計畫書，並於1983年4月提出申請。同年6月日野投資案擊敗三菱扶桑、五十鈴，獲得經濟部投資審議會通過。和泰汽車原以新台幣15億元得標，但事後經濟部要求商譽部分的計價從3億元提高至5億元，故以總價17億元收購取得華同汽車中壢工廠的土地與廠房，並在1984年（民國73年）4月成立國瑞汽車。

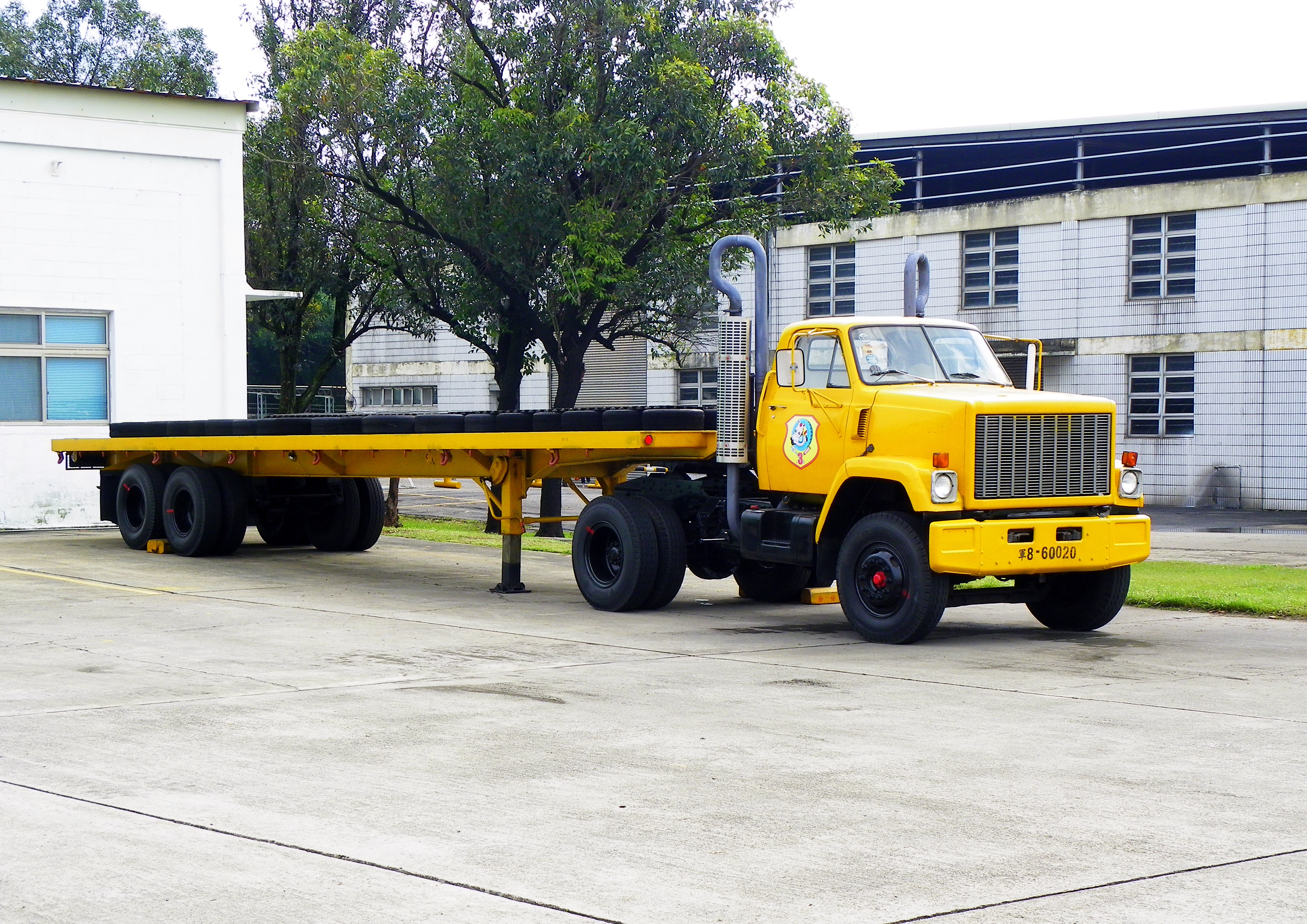
華同HT35，攝於空軍清泉崗基地
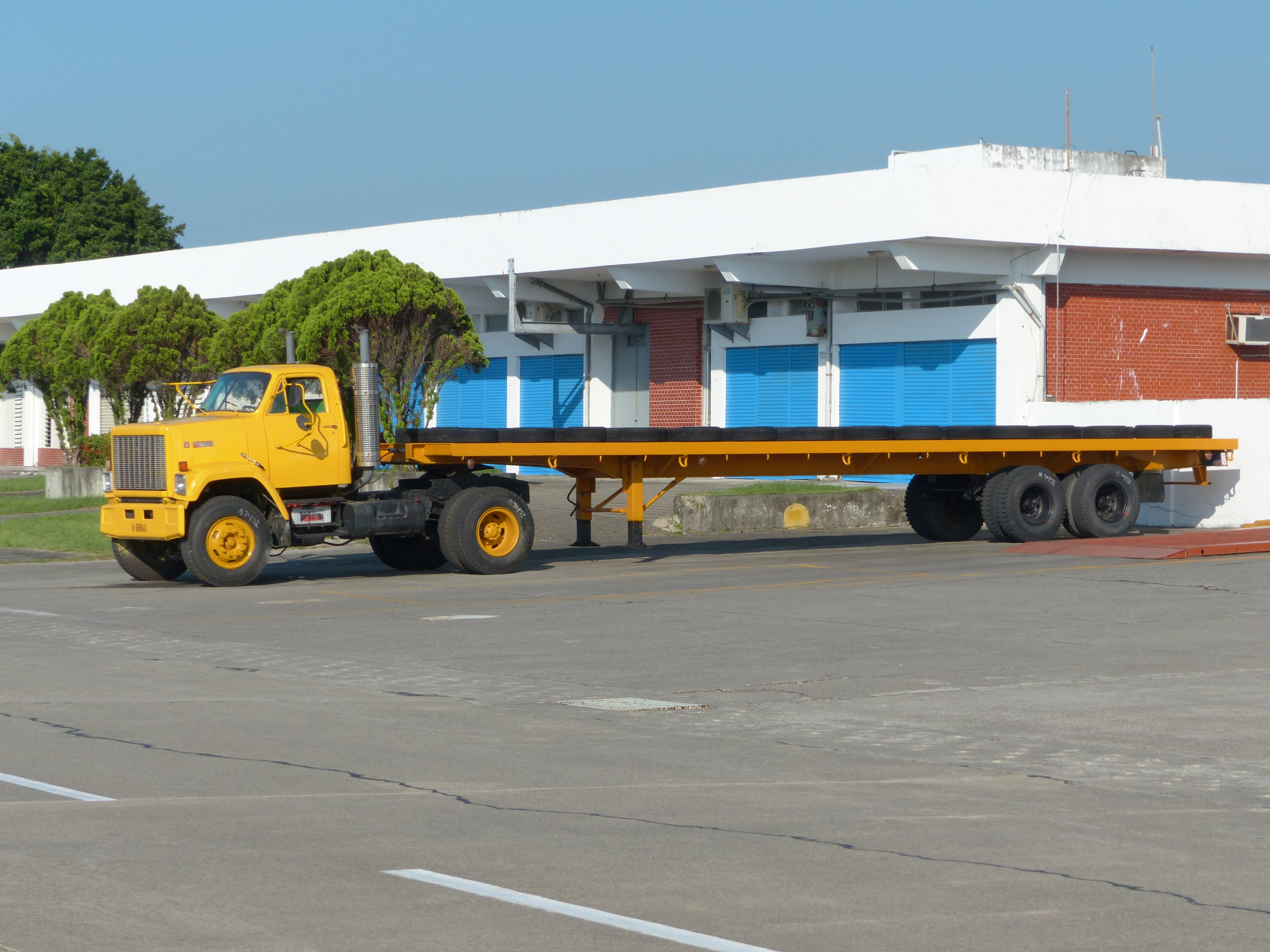
華同HT35，攝於空軍志航基地

## 內部連結
- 通用汽車

## 外部連結
- 平心靜氣看華同
- 被遺忘的歷史：華同汽車 （页面存档备份，存于）
- 臺灣汽車歷史：華同汽車 （页面存档备份，存于）